# Rottnest
Rottnest (anglicky Rottnest Island, hovorově Rotto) je ostrov v Indickém oceánu nedaleko pobřeží Austrálie. Leží západně od Perthu v Západní Austrálii. Nejbližší pevnina je 18 km od města Fremantlu. Ostrov je 11 km dlouhý a místy 4,5 km široký.

## Historie
Ostrov pojmenoval holandský mořeplavec Willem de Vlamingh roku 1696, který ostrov objevil a jehož námořníci si spletli zdejší unikátní klokany quokka s krysami, proto Krysí ostrov. Evropané osídlili ostrov v roce 1831. V 19. století sloužil ostrov jako brutální trestanecká kolonie pro domorodce.

## Místopis
- Na západě se rozkládá nízké vřesoviště se solnými jezery.
- Věznice Rottnest lodge resort je dnes přestavěna na prvotřídní motelové jednotky.
- Oliver Hill je vyhlídkový vrchol, na němž stojí dvě děla s hlavněmi o průměru 23,5 cm. Umístěna zde byla roku 1937.
- Vyhlídka na mysu Cape Vlamingh pojmenovaná po objeviteli Willemu de Vlaminghovi.
- Záliv City of York Bay připomínající loď, jež tu ztroskotala roku 1899.
- The Rottnest Hotel – bývalé letní sídlo guvernéra zbudované roku 1864 dnes slouží jako hotel.
- The Rottnest Museum sídlící v památné sýpce z roku 1857 je zaměřené na geologii, flóru a faunu ostrova.
- Thomson Bay Settlement - Na ostrově je jen jedna osada (na východě) a zároveň hlavní rekreační letovisko, jež bývá v období prázdnin doslova přeplněno turisty. Na přelomu roku tu bývá až 400 000 turistů. Osada vznikla ve 40. letech 19. století.